# Phellopsis chinensis
Phellopsis chinensis is een keversoort uit de familie somberkevers (Zopheridae). De wetenschappelijke naam van de soort werd in 1893 gepubliceerd door Andrej Petrovitsj Semjonov-Tjan-Sjanski.